# Hawking-sugárzás
A Hawking-sugárzás olyan megjósolt, de kísérlet vagy megfigyelés által még nem igazolt feketetest-sugárzás, amely a fekete lyukak eseményhorizontjának környezetében jön létre kvantummechanikai jelenségek miatt. A sugárzást Stephen Hawking angol elméleti fizikusról nevezték el, aki 1974-ben közölt tanulmányban vetette fel a jelenség elméleti lehetőségét. A Hawking-sugárzás miatt csökken a fekete lyuk energiája és tömege, ezt a jelenséget feketelyuk-párolgásnak hívják. 
Emiatt a jelenség miatt azok a fekete lyukak, melyek más egyéb módon nem pótolják ezt az elpárolgó tömeget, vagyis nem növelik a tömegüket (pl.: más égi objektumok bekebelezésével), azok az elmélet szerint várhatóan össze fognak zsugorodni, és végül, előbb-utóbb teljesen eltűnnek. Ez a folyamat azonban a nagyon kicsi, ún. mikro fekete lyukak kivételével nagyon-nagyon lassan megy végbe. A sugárzás hőmérséklete ugyanis fordítottan arányos a fekete lyukak tömegével, tehát a mikro fekete lyukak nagyobb intenzitással sugároznak, ami azt jelenti, hogy gyorsabban fogy el a tömegük, és így hamarabb tűnnek el.

## Áttekintés
A fekete lyukak asztrofizikai objektumok, melyek különösen azért érdekesek, mert relatív kicsi a méretük, ugyanakkor a méretükhöz képest óriási a gravitációjuk. A fekete lyukak létezését először Albert Einstein 1915-ös általános relativitáselmélete jósolta meg, fél évszázaddal azelőtt, hogy az asztrofizikai bizonyítékok elkezdtek gyűlni a létezésükre.
Fekete lyuk akkor keletkezhet, ha megfelelő mennyiségű anyagot és/vagy energiát olyannyira összepréselünk egy térfogatba, hogy annak az objektumnak a szökési sebessége nagyobb legyen, mint a fény sebessége. Mivel a fény sebessége a legnagyobb, annál gyorsabban semmi nem mehet, így ha az nem jut ki az objektumból, akkor semmi sem képes erre. Egy bizonyos távolságon és határon belülről tehát semmi nem képes kijutni a fekete lyukból. Ezt a határt eseményhorizontnak nevezzük. Egy külső megfigyelő, aki kívül van az eseményhorizonton nem láthatja azt, hogy mi történik az eseményhorizont túloldalán a fekete lyukban, és az ott zajló eseményeket nem is tudja befolyásolni. A fekete lyuk lényege az eseményhorizontja, ami elméleti határvonal az események és azok ok-okozati összefüggései között.
Jelenlegi kvantumfizikai ismereteinket felhasználva megvizsgálhatjuk, hogy mi történhet az eseményhorizont körüli régióban. 1974-ben a brit fizikus, Stephen Hawking felhasználta a kvantumtérelméletet görbült téridőben arra, hogy megmutassa, hogy elméletben a gravitációs erő az eseményhorizontnál olyan erős, hogy képes hősugárzást kibocsátását előidézni, és energiát "szivárogtatni" az univerzumba, kis távolságban az eseményhorizont körül. Ebben az effektusban ennek az energiának olyan hatása van, hogy a fekete lyuk lassan elpárolog miatta.

Kép a térről, ami beleesik egy Schwarzschild-i fekete lyukba a fény sebességével. A vörös vonal jelzi az eseményhorizontot, amin belül a szökési sebesség több, mint a fény sebessége. Látható, hogy a horizont felé egyre gyorsul a tér, majd a horizonton eléri a fénysebességet. Credit: Andrew Hamilton, JILA

Fontos különbség a Stephen Hawking által számított fekete lyuk sugárzás és a fekete testől kibocsátott sugárzás között, hogy utóbbi az a természetben statisztikai jellegű, és csak az átlaga elégíti ki a Planck-törvényt, ami a fekete testek sugárzására vonatkozik, míg az előbbi jobban illeszkedik az adatokhoz. Tehát a hősugárzás információt hordoz a testről, ami kibocsátja azt, míg a Hawking-sugárzás nem tartalmaz ilyen jellegű információt, egyedül a fekete lyuk tömegétől, impulzusmomentumától és a töltésétől függ. Ez vezet a fekete lyuk információs paradoxonához. 
Azonban a feltételezett gauge-gravity dualitás (úgy is ismert, mint AdS/CFT correspondence) szerint a fekete lyukak bizonyos esetekben (és talán általánosságban is) ekvivalensek a kvantumtéremélet megoldásával nem zéró hőmérsékleten. Ez azt jelenti, hogy semmi információ-vesztés nem várható (az elmélet ezt meg sem engedi) és a fekete lyuk által kibocsátott sugárzás valójában valószínűleg a szokásos hősugárzás. Ha ez helyes, akkor Hawking eredeti számításait korrigálni kell, habár az nem ismert, hogy pontosan hogyan. 
Egy egy naptömegű fekete lyuk hőmérséklete mindössze 60 nanokelvin (ami 1 kelvinnek a 60 milliárdod része); tulajdonképpen a fekete lyuk sokkal több kozmikus mikrohullámú háttérsugárzást képes elnyelni, mint amit kibocsát. Egy 4.5×1022 kg (kb. Hold tömegű, vagy kb 133 μm átmérőjű) fekete lyuk 2,7 K hőmérsékleten lenne egyensúlyban a sugárzás szempontjából. Ekkor annyi sugárzást nyelne el, mint amennyit kibocsát.  

A fekete lyuk a téridő olyan tartománya, amelyik nem tud a szokásos módon kommunikálni a külső univerzummal. Kívülről részecskék bejuthatnak, de a lyukban olyan erős a gravitációs tér, hogy belülről semmi nem kerül ki. Mivel fény sem jöhet ki, kívülről a lyuk nem látható, egy fekete hézag az űrben. A tartomány határa a fekete lyuk felülete, amit eseményhorizontnak neveznek.
A fekete lyuk fogalma nem új gondolat. Már 1783-ban John Michell angol filozófus, geológus feltételezte a klasszikus mechanika keretein belül, hogy abból csillagból, aminek a szökési sebessége nagyobb a fény sebességénél, nem jöhet ki fény. Ő a sötét csillag nevet adta ennek a közvetlenül észlelhetetlen égi objektumnak.
A fekete lyuk valós, létező fogalommá akkor vált, amikor 1931-ben Subrahmanyan Chandrasekhar Nobel-díjas indiai származású amerikai fizikus meghatározta egy csillag stabilitásának kritikus tömegértékét – ez az úgynevezett Chandrasekhar-határ, amely a Nap tömegének 1,44-szerese. A kisebb tömegű csillagokat az elektronok taszítása menti meg az összeroskadástól, de ennél nagyobb tömegű csillagok neutroncsillaggá vagy fekete lyukká válnak.
A fekete lyuk problémája a 20. század második felétől kezdve egyre jobban foglalkoztatja a kutatókat. A fekete lyuk vizsgálatához kvantummechanikai és általános relativitáselméleti ismereteink egyaránt szükségesek.

## Felfedezése
Hawking felfedezése egy 1973-as moszkvai látogatás után történt, ahol két tudós, Jakov Zeldovics és Alekszej Sztarobinszkij meggyőzte Hawkingot arról, hogy a forgó fekete lyukaknak muszáj létrehozniuk és sugározniuk részecskéket. Amikor Hawking elvégzett néhány számítást meglepetésre azt találata, hogy még azoknak a fekete lyukaknak is sugárzást kell kibocsátaniuk, amik egyébként nem is forognak. 1972-ben Jacob Bekenstein, hogy a fekete lyukaknak kell legyen entrópiája.

## A kibocsátás folyamata
A Hawking-sugárzást megköveteli a fekete lyukak horizontjára alkalmazható ekvivalencia törvény és az Unruh effektus. Az eseményhorizonthoz közel a helyi megfigyelőnek gyorsulnia kell ahhoz, hogy ne essen abba bele. A gyorsuló megfigyelő a részecskék egy "termikus fürdőjét" láthatja, ahol a részecskék kiugranak a helyi gyorsulási horizonton, majd megfordulnak, és vissza zuhannak. A lokális termikus egyensúly feltétele azt jelenti, hogy ennek a helyi termálfürdőnek a konzisztens kiterjedésének véges hőmérséklete van a végtelenben, ami azt vonja maga után, hogy a horizont által kibocsátott részecskék egy része nem nyelődik el újra, és a fekete lyukból kilépve Hawking-sugárzássá válik.
A Schwarzschild-i fekete lyukakra vonatkozó metrikus összefüggés:
{\displaystyle \left(\mathrm {d} s\right)^{2}=-\left(1-{\tfrac {2M}{r}}\right)\,\left(\mathrm {d} t\right)^{2}+{\frac {1}{\left(1-{\frac {2M}{r}}\right)}}\,\left(\mathrm {d} r\right)^{2}+r^{2}\,\left(\mathrm {d} \Omega \right)^{2}\,}.
A térelmélet lokális vonalintergállal definiálható, tehát ha a horizonton a peremfeltételek meghatározásra kerülnek, akkor a mező külső állapota is megadásra kerül. Ahhoz, hogy a megfelelő peremfeltételekhez jussunk, a megfigyelőt a horizonton kívül kell elhelyeznünk, egy álló pontban.
{\displaystyle r=2M+{\frac {\rho ^{2}}{8M}}\,.}
A helyi mérőszám a legalacsonyabbig:
{\displaystyle \left(\mathrm {d} s\right)^{2}\;=\;-\left({\frac {\rho }{4M}}\right)^{2}\,\left(\mathrm {d} t\right)^{2}+\left(\mathrm {d} \rho \right)^{2}+\left(\mathrm {d} X_{\perp }\right)^{2}\;=\;-\rho ^{2}\,\left(\mathrm {d} \tau \right)^{2}+\left(\mathrm {d} \rho \right)^{2}+\left(\mathrm {d} X_{\perp }\right)^{2}},
Az egyenlet azt írja le, hogy mekkora gyorsulás kell ahhoz, hogy a horizonthoz közeli megfigyelő ne essen bele a fekete lyukba.
α = 1⁄ρ a lokális gyorsulás; ez divergens, ha ρ → 0
A horizont nem egy speciális határ, és a tárgyak beleeshetnek. Tehát a helyi megfigyelőnek az ekvivalencia elve alapján a közeges térben úgy kell éreznie magát, mintha gyorsulna. A horizont közeli megfigyelőnek látnia kell a helyi hőmérsékleten gerjesztett mezőt. {\displaystyle T\;=\;{\frac {\alpha }{2\pi }}\;=\;{\frac {1}{2\pi \rho }}\;=\;{\frac {1}{4\pi {\sqrt {2Mr\left(1-{\frac {2M}{r}}\right)\,}}\,}}\,};
Ez az Unruh-effektus.
A gravitációs vöröseltolódást a metrika időkomponensének négyzetgyöke adja meg. Tehát ahhoz, hogy a térelmélet konzisztens maradjon, mindenhol lennie kell egy termikus háttérnek, ami a helyi hőmérséklet vöröseltolódásához igazodik
{\displaystyle T(r')\;=\;{\frac {1}{\,4\pi {\sqrt {2Mr\left(1-{\frac {2M}{r}}\right)\,}}\,}}{\sqrt {\frac {1-{\frac {2M}{r}}}{\,1-{\frac {2M}{r'}}\,}}}\;=\;{\frac {1}{4\pi {\sqrt {2Mr\left(1-{\frac {2M}{r'}}\right)}}}}\,}.
A inverz hőmérséklet vöröseltolódása végtelenben az r'-re vonatkoztatva :
{\displaystyle T(\infty )={\frac {1}{4\pi {\sqrt {2Mr}}}}}
és r a horizontközeli pozíció, 2M közelében valójában:
{\displaystyle T(\infty )={\frac {1}{8\pi M}}}.
Lényegében tehát a térelmélet egy fekete lyuk "hátterén" definiálva egy termikus állapot, amelynek a hőmérséklete a végtelenben a következő:
{\displaystyle T_{\text{H}}={\frac {1}{8\pi M}}}.
Ezzel egyszerűbben kifejezhető a fekete lyukak felszíni gravitációja; ez az a paraméter amely meghatározza a gyorsulását a horizonthoz közeli megfigyelőnek. Planck-egységekben (G = c = ħ = kB = 1) a hőmérséklet:
{\displaystyle T_{\text{H}}={\frac {\kappa }{2\pi }}},
ahol κ a horizont felszíni gravitációja (fénysebesség per Planck idő négyzet mértékegységben). Tehát egy fekete lyuk csak véges hőmérsékletű gáz kisugárzásával kerülhet egyensúlyba. Mivel a fekete lyukba beeső sugárzás elnyelődik, ahhoz hogy egyensúlyban maradjon ugyanannyit kell kisugároznia. Ezen a hőmérsékleten a fekete lyuk úgy működik, mint egy tökéletes fekete test.
SI-mértékegységekben egy Schwarzschild-i fekete lyukból származó sugárzás a fekete test sugárzásának hőméretével ilyen arányban áll:
{\displaystyle T={\frac {\hbar \,c^{3}}{8\pi Gk_{\text{B}}M}}\;\approx \;1.2\times 10^{23}{\text{K}}\,\times {\frac {1\,{\text{kg}}}{M}}\;=\;6\times 10^{-8}{\text{K}}\,\times {\frac {M_{\odot }}{M}}\,},
ahol ħ a redukált Planck-állandó, c a fénysebesség, kB a Boltzmann-állandó, G a gravitációs állandó, M a Nap tömege és M a fekete lyuk tömege.
A fekete lyuk hőmérsékletéből egyszerűen kiszámítható az S , ami a fekete lyuk entrópiája. Az entrópia változása dQ hőmennyiség hozzáadásával a következő:
{\displaystyle \mathrm {d} S\;=\;{\frac {\mathrm {d} Q}{T}}\;=\;8\pi M\,\mathrm {d} Q\,}.
A hőenergia, ami bejut a fekete lyukba, az össztömeget növeli:
{\displaystyle \mathrm {d} S\;=\;8\pi M\,\mathrm {d} M\;=\;\mathrm {d} \left(4\pi M^{2}\right)\,}.
A fekete lyuk sugara kétszerese a Planck-egységben mért tömegének, tehát a fekete lyuk entrópiája arányos a felületével:{\displaystyle S=\pi R^{2}={\frac {A}{4}}}.
Feltételezve, hogy egy kis fekete lyuk entrópiája nulla, az integrálásban a konstans értéke nulla.A fekete lyuk alakja a leghatékonyabb arra, hogy a tömeget egy adott régióba sűrítsük össze, és ez az entrópia korlátozza az információ tartalmát bármely téridő szférájában. Az eredmény formája erősen arra utal, hogy egy gravitációs elmélet fizikai leírása valamilyen módon kódolható egy határoló felületre.

## A fekete lyuk párolgása
Amikor egy fekete lyukból egy részecske megszökik, akkor a fekete lyuk energiát és tömeget veszít. (A tömeg és az energia kapcsolatban áll az Einstein által felírt egyenletből miszerint: E = mc2) . Ennek a következménye, hogy egy párolgó fekete lyuknak véges lesz az élettartama. Dimenzióanalízis által megmutatható, hogy egy fekete lyuk élettartama a kezdeti tömegének a nagyságával arányos, és Hawking megbecsülte, hogy az összes fekete lyuk, ami a korai univerzumban volt, és a tömege kevesebb, mint 1015 g, azok mára teljesen elpárologtak.
1976-ban Don Page pontosította ezt a számítást egy nem forgó, töltetlen Schwarzschild fekete lyukra, annak teljesítményéből és párolgásából kiindulva. Az időt, amikor a horizont, vagy a fekete lyuk entrópiája a felére csökkent, Page időnek nevezik. A számítások bonyolultabbak a tény miatt, miszerint a fekete lyukak mérete nem végtelen, így nem tekinthetőek tökéletes fekete testnek, az abszorpciós keresztmetszete bonyolult, a frekvencia csökkenésével a spintől függve csökkent, különösen akkor, ha a hullámhossz már összemérhető az eseményhorizont méretével. Page arra jutott, hogy az ősi fekete lyukak csak akkor maradhattak fent a mai napig, ha kezdeti tömegük legalább 4×1011 kg volt. Page az akkori neutrínókról létező tudást használva egy téves számítást dolgozott ki, ugyanis aszerint dolgozott, hogy a neutrínóknak nincs tömegük, és csak két fajtájuk létezik. Emiatt számításai nem egyeznek a mai modern eredményekkel, melyben számításba veszik, hogy 3 különböző neutrínó van, nem nulla tömeggel. egy 2008- as számítás a Standard részecske modellt és a WMAP adatait használva arra jutott, hogy ez a tömeg (5.00±0.04)×1011 kg.
Ha a fekete lyukak a Hawking-sugárzás szerint párolognak, akkor egy nap tömegű fekete lyuk kb 1064 év alatt párolna el. Ez az idő jóval több, mint mint az Univerzum kora. Egy szupermasszív fekete lyuk 1011 (100 billion) M☉ kb 2×10100 év alatt párologna el. Ezek iszonyatosan hosszú idők. Néhány szuperóriás pedig az előrejelzések szerint 1014 M☉ tömegre nő a szupergalaxisok összeomlása során. Azonban ők is elpárolognának 10106 év alatt.
A kisugárzott teljesítmény a legkönnyebben egy nem forgó, töltetlen M tömegű Schwarzschild fekete lyukból számítható ki. A formulákat kombinálva, ahol a Schwarzschild sugár az átmérője a fekete lyuknak, a Stefan-Boltzmann törvény pedig a fekete test sugárzás, a fenti formula a sugárzás hőmérsékletére és a gömb felületének a képlete (a fekete lyuk eseményhorizontja) is és számos egyenlet levezethető.
A fekete lyukak párolgása számos jelentős következménnyel jár együtt:
- A fekete lyukak párolgása következetesebb képet ad a fekete lyukak termodinamikájáról azáltal, hogy megmutatja számunkra, hogy hogyan illetve milyen termikus kölcsönhatásokban vesznek részt az univerzum többi részével.
- A fekete lyukak hőmérséklete a legtöbb objektummal ellentétben nő, amikor kisugározza az energiáját és ezzel együtt tömegét. A sugárzás mértéke exponenciális, és a végét valószínűleg egy heves gamma kitörés jelentheti. A teljes megoldáshoz kvantumgravitációs modellre van szükség, ugyanis ez akkor történik, mikor a fekete lyuk tömege már megközelíti az 1 Planck tömeget, sugara pedig a 2 Planck hosszt.
- A fekete lyuk párolgásának legegyszerűbb modelljei a fekete lyuk információs paradoxonhoz vezetnek. Egy fekete lyuk információtartalma úgy tűnik, hogy elveszett, amikor szétszóródik a fekete lyuk, mivel ezekben a modellekben a Hawking-sugárzás véletlenszerű (azaz nincs kapcsolata az eredeti információval). Számos megoldást javasoltak erre a problémára, többek között azt a javaslatot például, hogy a Hawking-párolgás valamilyen formájú maradék részecskéket hagy maga után a hiányzó információkkal, illetve egyszerűen előálltak azzal is, hogy ilyen körülmények között az információ elveszhet.

A Hawking-sugárzás hőmérséklete:
{\displaystyle T_{\mathrm {H} }={\frac {\hbar c^{3}}{8\pi GMk_{\mathrm {B} }}}}
Egy fekete lyuk Bekenstein–Hawking-fényessége tiszta foton-emisszió feltételezése mellett (azaz nem bocsát ki más részecskéket) és azt feltételezve, hogy a horizont a sugárzó felület:
{\displaystyle P={\frac {\hbar c^{6}}{15360\pi G^{2}M^{2}}}}
ahol a P a fényesség, azaz a kisugárzott teljesítmény, ħ a redukált Planck-állandó, c a fény sebessége, G a gravitációs állandó és M a fekete lyuk tömege. Érdemes megemlíteni, hogy a fenti képletet a félklasszikus gravitáció elméleteiben még nem vezették le.
Az idő, ami alatt a feketelyuk szétszóródik az univerzumban:
{\displaystyle t_{\mathrm {ev} }={\frac {5120\pi G^{2}M^{3}}{\hbar c^{4}}}={\frac {480c^{2}V}{\hbar G}}\approx 2.1\times 10^{67}\,{\text{years}}\ \left({\frac {M}{M_{\odot }}}\right)^{3},}
ahol M és V a fekete lyuk tömege és (Schwarzschild) térfogata. Egy naptömegű fekete lyuk (M☉ = 2,0 × 1030 kg) elpárologtatása több mint 1067 évig tart – ez sokkal több idő, mint a világegyetem jelenlegi 1,4 × 1010 éves kora. Azonban egy 1011 kg-os fekete lyuknál a párolgási idő 2,6×109 év. Ez az oka annak, hogy egyes csillagászok a felrobbanó ősfekete lyukak jeleit keresik.
Azonban mivel az univerzumnak van egy kozmikus mikro hullámú háttérsugárzása, így ahhoz, hogy a fekete lyuk sugárzása szét tudjon szóródni, muszáj, hogy magasabb legyen a hőmérséklete, mint az univerzum jelenlegi fekete test sugárzása, ami 2,7 K. 2020-ban Chou felvetett egy elméletet, miszerint, ha egy forgó sugárzó ősfekete lyuk tömege hasonló a Plútóhoz, akkor a Hawking-sugárzás hőmérséklete 9,42 K, ami magasabb, mint a 2,7 K hőmérsékletű kozmikus mikro hullámú háttérsugárzás. Egy másik tanulmány szerint M-nek kisebbnek kell lennie, mint a Föld tömegének 0,8%-a – ez megközelítőleg a Hold tömege.

## Kiterjesztések és problémák

### Transz-Planck-i probléma
A transz-planck-i probléma az, hogy Hawking eredeti számításaiban olyan kvantumrészecskék vannak, amiknek a hullámhossza a fekete lyuk eseményhorizontjának közelében kevesebb, mint a Planck hossz. Ez az ottani sajátos viselkedés miatt van, ugyanis ebben az állapotban távolról mérve, az idő megáll. Egy részecske véges frekvenciával sugárzódik ki a fekete lyukból, ha ezt visszavezetjük a horizontig, akkor ott végtelen nagy frekvenciájának kell lennie. És ekkor megjelenik egy Planck hossz alatti hullámhosszúság, ami problémás. 

### Extra dimenziók
Az előző formulák mind csak akkor alkalmazhatóak, ha a gravitáció törvényei megközelítőleg érvényesnek mondhatók, egészen a Planck skála aljáig. Különösen az olyan fekete lyukak, melyek tömege kevesebb, mint a Planck tömeg (~10−8 kg), lehetetlenné teszik azt, hogy a Planck idő felett maradjunk. Ezt úgy is értelmezhetjük, hogy tulajdonképpen a Planck tömeg lehet a fekete lyukak tömegének alsó határa. Úgy tűnik, ennél kisebb tömegűek nem alakulhatnak ki.
Egy olyan modellben, ahol extra óriás dimenziók vannak (10,11), a Planck állandó értéke gyökeresen mást mutat, és a Hawking-sugárzási formulákat is módosítani kell. Különösen az extra dimenziók által a skála alatti átmérővel rendelkező mikro fekete lyukak élettartamára vonatkozó egyenleteket írtak fel fel 2002-ben és 2005-ben.

{\displaystyle \tau \sim {\frac {1}{M_{*}}}\left({\frac {M_{\mathrm {BH} }}{M_{*}}}\right)^{\frac {n+3}{n+1}}\,,}
ahol M∗ az alacsony energia skálája, ami néhány TeV, és n az extra dimenziók száma. Ez a formula már összhangban van a néhány TeV-os nagyságrendű fekete lyukakkal, melyek élettartama az "új Planck-időben" ~10−26 s nagyságrendben mozog.

### A kvantumgravitáció hurokban
Egy részletes kvantum geometriai tanulmányban az eseményhorizontot hurok kvantum gravitáció segítségével tanulmányozták. A hurok kvantálás nem képes reprodukálni a Bekenstein és Hawking által felfedezett eredeti entrópiát, hacsak nem úgy van beállítva egy szabad paraméter, hogy az kitöröljön különböző állandókat, így reprodukálódik a Hawking ls Bekeinstein által számított entrópia. Azonban a kvantumgravitációs korrekciója az entrópia és a sugárzás elméleten alapul.
A fekete lyukak horizontjának ingadozása, fluktuációja alapján, a kvantum fekete lyuk olyan eltéréseket mutat a Hawking spektrumtól, melyeket meg lehetne figyelni, ha ősi fekete lyukak párolgását vizsgálnánk röntgen sugarakkal. A kvantumhatások a Hawking-sugárzási spektrum tetején összpontosulnak kifejezett és diszkrét frekvenciákon.

## Kísérleti megfigyelés

### Asztronómiai keresés
2008 júniusában a Nasa fellőtte az űrbe a Fermi űrteleszkópot, ami terminális gamma-sugár villanásokat keres, ami az ősi fekete lyukak párolgásából származó sugárzás lenne. Ilyen villanások detektálásával kísérletileg is igazolható lenne a Hawking-sugárzás.

### Nehéz-ion ütköztető fizika
Ha az óriás extra dimenziók elmélete helyes, akkor az azt jelenti, hogy a CERN-ben az LHC lehet, hogy képes lenne mikro fekete lyukakat létrehozni, melyeknek meg lehetne figyelni az elpárolgását. Eddig azonban nem sikerült ilyen mikro fekete lyukakat megfigyelni a CERN-ben.

### Kísérleti
A gravitációs rendszereknél a kísérletileg elérhető feltételek között, ez a hatás egyszerűen túl kicsit ahhoz, hogy közvetlenül megfigyelhető legyen. Egyesek azt prediktálták, hogy a Hawknig-sugárzás tanulmányozható lehet a szonikus fekete lyukak analógiájának segítségével, amiben a hangzavarok analógok a fénnyel a gravitációs fekete lyuk körül, és egy megközelítőleg tökéletes folyadék áramlása analóg a gravitációval. A Hawking-sugárzás megfigyelését jelentették olyan szonikus fekete lyukakban, melyekben Bose-Einstein kondenzátum volt alkalmazva. 
2010-ben egy kísérleti összeállítás létrehozta a laboratóriumi fehér lyuk eseményhorizontját, amiről a kutatók azt állították, hogy a Hawking-sugárzás optikai analógiát sugározza. Azonban az eredmények megerősítetlenek maradtak, és valódi megerősítésként szolgáló státusza mai napig kétséges.

## A fekete lyuk sugárzása
Jacob Bekenstein izraeli elméleti fizikus megjósolta, hogy a fekete lyukaknak véges, nem zérus hőmérsékletük és entrópiájuk van.
1973-ban Jakov Zeldovics és Alekszandr Sztrabonszkij szovjet fizikusok kimutatták, hogy a kvantummechanika Heisenberg-féle határozatlansági reláció elve alapján a forgó fekete lyukaknak emittálniuk kell részecskéket.
Stephen Hawking nevezetes felfedezése a Hawking-sugárzás, amely azt bizonyította, hogy az alapdefiníció nem jó, valami mégis kijön a lyukból. Ennek oka a kvantummechanika.
Hawking érvelése szerint az üres tér a kvantummechanika törvényei szerint soha nem teljesen üres, részecske-antirészecske párok keletkezhetnek benne, amelyek azonnal újra megsemmisülnek.
Ez a párkeltés nem olyan, mint amilyet fizikai kísérleteinkben megszoktunk, ahol van elég energia: itt a pár összenergiája zérus, ami azt eredményezi, hogy az antirészecskéknek negatív energiájúaknak kell lenniük, ezért partnerüktől nem távolodhatnak nagyon el. A fekete lyuk környékén azonban a nagy gravitációs energia miatt nagyon nagy lesz a részecskék energiája, és így bekövetkezhet, hogy a pozitív energiájú részecske el tud távolodni a fekete lyuktól, miközben a negatív energiájú partnere beleesik abba.
A kilépő részek sugárzását nevezik Hawking-sugárzásnak.
A lyukba beleesett részecske a sűrű rendszerben azonnal talál ugyanolyan kvantumszámokkal jellemezhető partnert, mint az eltávozott párja volt, és azzal egyesülve megsemmisülnek. A következmény az, hogy a fekete lyuk energiája az eltávozott részecskével csökken. A nagy lyukak sokkal lassúbb ütemben vesztik el az energiájukat, mint a kisebbek. Egy egykilós, azaz 10−27 méter sugarú fekete lyuk anyaga 10−21 másodperc alatt teljesen eltűnik.
A sugárzás nagyon nagy energiájú gammasugárzás lesz.
Vita volt a kutatók között, hogy ez a sugárzás képes-e információt közölni a rendszerről. Hawking fogadott kollégáival, hogy nem, mert az elvitt információ véletlenszerű, nem jól meghatározott. 2008-ban azonban beismerte, hogy nincs igaza.